# Lista de estados brasileiros por número de municípios

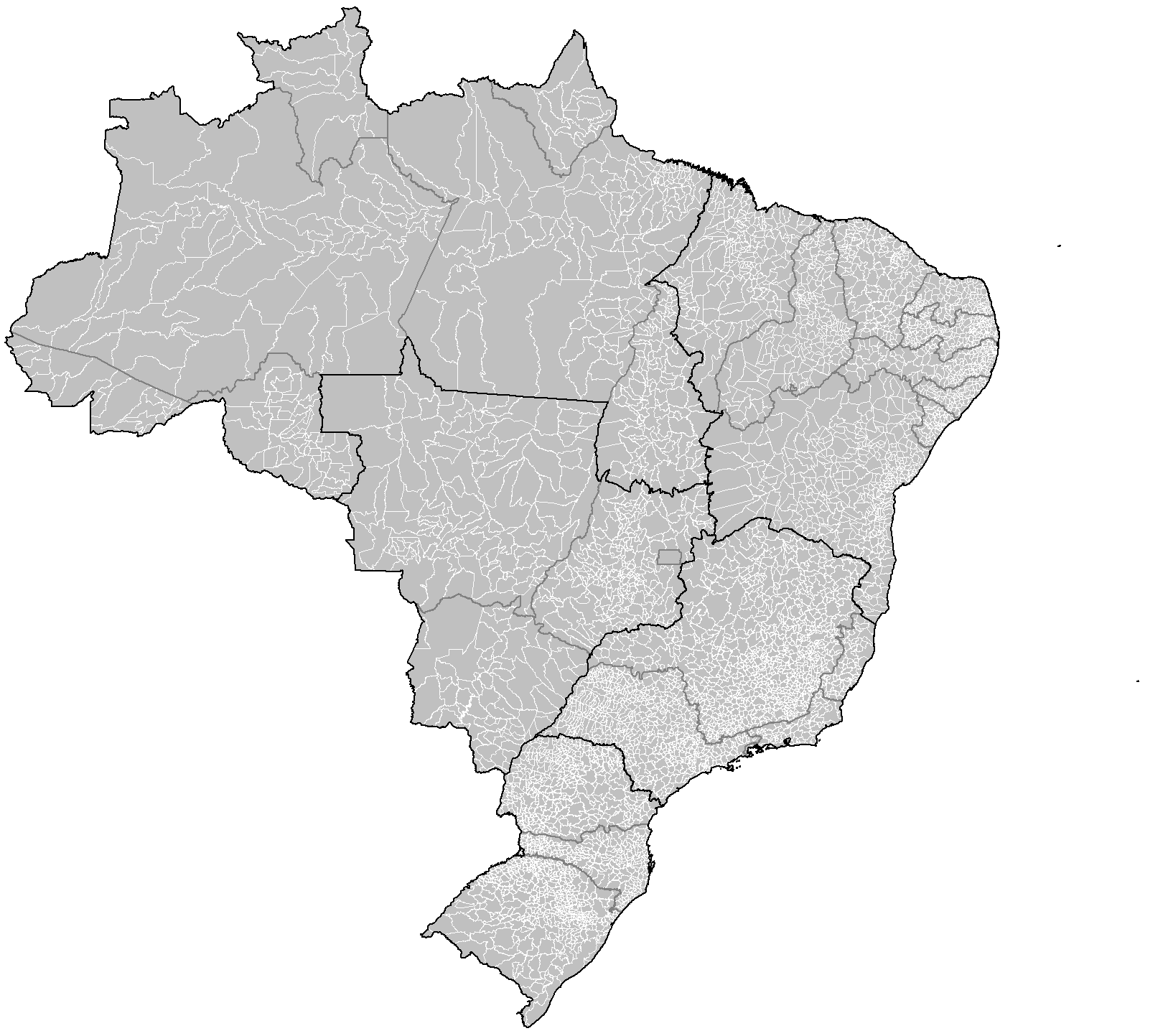
Divisão municipal do Brasil. Nota-se a alta densidade de municípios no litoral, especialmente nas regiões Sudeste, Sul e Nordeste.

Aqui está a lista de estados brasileiros por número de municípios. O Brasil é uma república federativa formada pela união de 26 estados federados, 5 569 municípios e do Distrito Federal. Juridicamente há 5 569 municípios legais, pois o IBGE conta como "municípios", para efeitos estatísticos, duas entidades a mais: Brasília, a capital federal, como cidade coextensiva ao Distrito Federal, e Fernando de Noronha, um distrito estadual de Pernambuco, totalizando 5 571 municípios (5 569 municípios legais e 2 "municípios" para efeitos estatísticos) em todo território nacional. Os municípios são uma circunscrição territorial dotada de personalidade jurídica e com certa autonomia administrativa, sendo as menores unidades autônomas da Federação. Cada município tem sua própria Lei Orgânica que define a sua organização política, respeitando as disposições da Constituição Federal e da Constituição Estadual do Estado em que se localize.
Alguns municípios brasileiros chegam a ter sua população maior do que países do mundo, como é o caso de São Paulo e Rio de Janeiro, enquanto outros não chegam a ter 10 mil habitantes (há vários municípios brasileiros com menos de 2 mil habitantes); outros têm áreas relativamente grandes (como é o caso dos municípios do Amazonas), chegando às vezes a ter áreas maiores que vários países do mundo (Altamira, no Pará, por exemplo, tem uma área quase duas vezes maior que a de Portugal e cobre mais de 1% do território nacional, sendo considerado o 3° maior município do mundo). O estado brasileiro com o maior número de municípios é Minas Gerais, localizado no sudeste, com 853, enquanto Roraima, na região norte, tem apenas 15. O Nordeste, além de ser a região com o maior número de estados (ao todo são nove), é também a que tem mais municípios, enquanto o Norte, maior região do país em área, tem menos.
No Distrito Federal, o conceito de "municípios" não se aplica; sendo assim, não aparece nesta lista. Embora no Brasil normalmente "cidade" é definida como a sede de um "município", o Distrito Federal é uma clássica exceção.

## Total de municípios do Brasil
| Número total de municípios | Número total de municípios |
| -------------------------- | -------------------------- |
| Brasil                     | 5 571                      |

### Quantidade por região
| Região       | Unidades federativas | Municípios | Porcentagem |
| ------------ | -------------------- | ---------- | ----------- |
| Nordeste     | 9                    | 1 793      | 32,20%      |
| Sudeste      | 4                    | 1 668      | 29,95%      |
| Sul          | 3                    | 1 191      | 21,39%      |
| Centro-Oeste | 4                    | 467        | 8,38%       |
| Norte        | 7                    | 450        | 8,08%       |

## Quantidade de municípios por estado
| Posição | Estado              | Região       | Número de municípios | Número de habitantes por estado federado | Média de habitantes por município |
| ------- | ------------------- | ------------ | -------------------- | ---------------------------------------- | --------------------------------- |
| 1       | Minas Gerais        | Sudeste      | 853                  | 21,322,692                               | 24 079,71                         |
| 2       | São Paulo           | Sudeste      | 645                  | 45,973,190                               | 68 854,63                         |
| 3       | Rio Grande do Sul   | Sul          | 497                  | 11,229,915                               | 21 897,31                         |
| 4       | Bahia               | Nordeste     | 417                  | 14,850,513                               | 33 912,77                         |
| 5       | Paraná              | Sul          | 399                  | 11,824,665                               | 28 682,66                         |
| 6       | Santa Catarina      | Sul          | 295                  | 8,058,447                                | 25 797,83                         |
| 7       | Goiás               | Centro-Oeste | 246                  | 7,350,483                                | 28 684,94                         |
| 8       | Piauí               | Nordeste     | 224                  | 3,375,646                                | 14 603,57                         |
| 9       | Paraíba             | Nordeste     | 223                  | 4,145,040                                | 17 823,71                         |
| 10      | Maranhão            | Nordeste     | 217                  | 7,010,960                                | 31 229,03                         |
| 11      | Pernambuco          | Nordeste     | 184                  | 9,539,029                                | 49 233,32                         |
| 12      | Ceará               | Nordeste     | 184                  | 9,233,656                                | 47 798,68                         |
| 13      | Rio Grande do Norte | Nordeste     | 167                  | 3,446,071                                | 19 776,82                         |
| 14      | Pará                | Norte        | 144                  | 8,664,306                                | 56 389,80                         |
| 15      | Mato Grosso         | Centro-Oeste | 142                  | 3,836,399                                | 25 765,13                         |
| 16      | Tocantins           | Norte        | 139                  | 1,577,342                                | 10 873,81                         |
| 17      | Alagoas             | Nordeste     | 102                  | 3,220,104                                | 30 663,56                         |
| 18      | Rio de Janeiro      | Sudeste      | 92                   | 17,219,679                               | 174 512,76                        |
| 19      | Mato Grosso do Sul  | Centro-Oeste | 79                   | 2,901,895                                | 34 898,90                         |
| 20      | Espírito Santo      | Sudeste      | 78                   | 4,102,129                                | 49 150,15                         |
| 21      | Sergipe             | Nordeste     | 75                   | 2,291,077                                | 29 466,72                         |
| 22      | Amazonas            | Norte        | 62                   | 4,281,209                                | 63 574,40                         |
| 23      | Rondônia            | Norte        | 52                   | 1,746,227                                | 30 407,62                         |
| 24      | Acre                | Norte        | 22                   | 880,631                                  | 37 728,09                         |
| 25      | Amapá               | Norte        | 16                   | 802,837                                  | 45 859,94                         |
| 26      | Roraima             | Norte        | 15                   | 716,793                                  | 42 447,13                         |
| –       | Brasil              | –            | 5.569                | 212,583,720                              | 36 459,74                         |